# 비브로스트 대학교
비브로스트 대학교(아이슬란드어: Háskólinn á Bifröst)는 1918년에 설립한 4년제 사립 대학교이다. 본래 비즈니스 학교였으나, 법학과 사회과학 또한 개설되었다. 2007년, 학교에 거주하며 학사, 석사를 수여한 학생이 약 560명이며, 학교 외에 거주하며 다니며 학사, 석사 학위를 공부하는 학생은 약 700명 정도이다. 대학가를 주변으로, 이 마을 또한 비프로스트라 불린다.
이 대학은 1918년,  레이캬비크에 중등학교로서 설립되었다. 학교의 설립자 및 첫 총장은 Jónas Jónsson으로 Hrifla 출신이다. 그는 수년간 진보당의 의원으로 지내왔다. 그는 덴마크에 있는 Askov folk 고등학교에서 공부하였으며, 옥스포드에 있는 Ruskin College에서 대학생활을 보냈다. 그의 교육 방법과 생각은 그 당시 혁신적이었다.

## Bifröst 대학의 교장 및 총장
- Jónas Jónsson from Hrifla 1918 - 1955
- Guðmundur Sveinsson 1955 - 1974
- Haukur Ingibergsson 1974 - 1981
- Jón Sigurðsson 1981 - 1991
- Vésteinn Benediktsson 1991 - 1995
- Jónas Guðmundsson 1995 - 1999
- Runólfur Ágústsson 1999 - 2006
- Bryndís Hlöðversdóttir 2006 - 2007
- Ágúst Einarsson 2007 - 2010
- Magnús Árni Magnússon 2010 - 2011
- Bryndís Hlöðversdóttir 2011 - 2013
- Vilhjálmur Egilsson 2013 -